# Bottle Island
Bottle Island es una isla perteneciente al archipiélago de las Summer Isles, un grupo de islas pertenecientes a las Hébridas Interiores, en Escocia. Están ubicadas en el mar de las Hébridas, a latitud 57° 57′ 50″N y longitud 5° 27′00″0, y admninistrativamente pertenecen al council area de Highlands. El punto más alto de Bottle Island se encuentra a 36 m s. n. m. En la costa sur de la isla se encuentra una playa arenosa de más de 30 metros de largo. La isla se encuentra deshabitada.